# Kerala suffusa
Kerala suffusa är en fjärilsart som beskrevs av Alfred Ernest Wileman 1914. Kerala suffusa ingår i släktet Kerala och familjen trågspinnare. Inga underarter finns listade i Catalogue of Life.